# Leonardo Infante
Leonardo Infante (Chaguaramal, Capitanía General de Venezuela 28 de junio de 1795-Santa Fe de Bogotá, Gran Colombia, 25 de marzo de 1825) fue un combatiente en las guerras de independencia, conocido vulgarmente con el apodo del Negro Infante. Nació en la Capitanía General de Venezuela perteneciente al Imperio español, en la antigua provincia de Maturín, aproximadamente en 1795, era descendiente de una familia pobre habituada al rigor de la servidumbre. No tuvo acceso a la educación, pues fue criado en la llanura, gozaba de una complexión sana y robusta, y estaba acostumbrado a las inclemencias del clima.

## Entrada al servicio militar
Cuando ocurrió la revolución de 1810 contaba con 15 años de edad. A los 17 años se incorporó al ejército del general Santiago Mariño en 1812, e inició su carrera militar desde soldado raso.
Desde 1812 hasta 1824, Infante participó en los siguientes combates: Tucupido, Corozal, Lozana, Altagracia, Bocachico, Cuajaral, Arao, Carabobo, La Puerta, Aragua, Maturín, Magueyes, Úrica, La Mesa, Chiribital, Bendición, Guaicara, Quebrada-Honda, Alacranes, Juncal, San Félix, Mata de Miel, Achaguas, Calabozo, Misión de abajo, Oriza, El Sombrero, Enea, Negritos, Ortiz, Cañafístolo, Beatriz, Rincón de los Toros, Queseras del Medio, Mantecal, Llano de Carácas, Gámeza, Bonza, Pantano de Várgas, Boyacá, Magdalena, Mucuchíes, Quilcacé, Bomboná, Taindalá, Pasto, Ibarra y Catambuco etc.
El comportamiento de Infante en la primera batalla de Carabobo en 1814, le mereció el reconocimiento, por parte de Simón Bolívar, quien le destinó a servir en la caballería ligera, por sus aptitudes para el manejo de la lanza. Con este grado entró a formar parte de la división que al mando del General Pedro Zaraza hizo la campaña en 1818 hacia el oriente de Venezuela, batiendo en el sitio de Beatriz, con un escuadrón de cien hombres, el 17 de julio del año citado, dos cuerpos volantes de a doscientos jinetes cada uno, dependientes de la división que dirigía el español Francisco Tomás Morales. Este encuentro, que, según los historiadores, presentó todos los aspectos de las grandes batallas, por el encarnizamiento de los combatientes, es para Infante una de sus mayores glorias guerreras. Solo escaparon veintiocho soldados, eliminando al enemigo más de la mitad de sus tropas y llevando a Zaraza setenta prisioneros como resultado de su triunfo.
En 1819, reunido a las fuerzas del general José Antonio Páez, participó en la Batalla de Las Queseras del Medio, y en reconocimiento a su desempeño en el combate, Páez le obsequió su caballo y un trabuco y fue ascendido a teniente coronel, concediéndole al mismo tiempo la Cruz de los Libertadores de Venezuela. Sin embargo el mayor aporte de Infante a la causa independentista, la realizó un año antes, en 1818 en el Rincón de los Toros, situada al SO de San José de Tiznados Edo. Guárico, en la cual tras una acción sorpresiva ejecutada por los españoles, Bolívar estuvo a punto de ser asesinado en ese sitio; pero en medio de la confusión de las tropas rebeldes, Infante, eliminó al Coronel Rafael López, que comandaba la fuerza enemiga.

## Primer cargo de comando y grado de coronel
Gracias a los servicios prestados en las Queseras del Medio y otras jornadas, entró a comandar un regimiento de caballería, con el cual ayudó a hacer la Campaña libertadora de Nueva Granada. Participó en la batalla de Gámeza el 11 de julio del año de 1819; en la sangrienta Batalla del Pantano de Vargas el 25 de julio y en la decisiva Batalla de Boyacá, el 7 de agosto del mismo año, después de esta acción, fue ascendido a coronel efectivo del Ejército Patriota. Tras vencer en esta última contienda, Bolívar, acompañado de Infante y otros de sus servidores, hizo su entrada en Bogotá el 9 de agosto, y el 11, habiendo ocupado la plaza del General José Antonio Anzoátegui con la división de su mando, se resolvió la persecución de los realistas de Juan de Sámano que huyeron hacia el sureste. Infante fue destinado a perseguir las partidas realistas que tomaron la vía de Honda.
Entre los años de 1820 a 1824 estuvo peleando Pasto y el Ecuador, unas veces a las órdenes de Bolívar y otras a las del General Juan José Flores; recibiendo en la acción de Quilcacé, Cauca, Colombia; varias heridas que pusieron en peligro su vida.

## Regreso a Bogotá y enjuiciamiento
Concluida la campaña del Sur, volvió a la capital de Colombia, en la que fijó su residencia. A Infante se le acusó de haber asesinado al teniente Francisco Perdomo. Instruido el proceso por la Alta Corte de Justicia bajo la presidencia del venezolano Miguel Peña no resultó la prueba requerida por las leyes para llamar a juicio al acusado aunque el caso ha sido discutido; fue juzgado y condenado a muerte. Para que dictaran este fallo los dos consejos de guerra y la Alta Corte de Justicia en calidad de marcial, se tuvo que apelar a infinidad de abusos que menoscabaron la dignidad de aquella institución violándose leyes vigentes a fin de poder fusilar a Infante.

En una carta dirigida a Fernando de Peñalver desde Cuzco el 11 de julio de 1825, Bolívar le recomendó al magistrado Miguel Peña, para que le dijera se evitara acusaciones formales o escándalos, en dicha carta se encuentra al final de la misma el siguiente segmento en su contenido:
"[...]P.D.: Recomiendo a Vd. a Peña que me ha pedido una recomendación para un amigo; y yo no tengo otro por allá sino Vd. Dígale Vd. de mi parte, que he sentido mucho su disputa sobre el negocio de Infante, pero ya que al infeliz lo han matado no vaya él a dar escándalos y mate a los que quedan vivos. Dígale que yo lo conozco mucho; y sé que sacrifica todo por la patria cuando es preciso; pero que también le conozco pasiones muy fuertes que debe reprimir. En fin, Ud. aconséjele que no haga locuras; que los gobiernos populares son como todos; y que, por lo mismo, de todo gobierno debe esperar injusticias; que se acuerde de lo que acaban de hacerle a Revenga, y que sepa que, por causas más leves, están ahora mismo suspensos la Alta Cámara de Justicia de Chile y el Tribunal Superior de Lima. Dígale Vd. que se consuele con que todo es muy republicano; y que él ha tenido la desgracia de ver diferentemente que los demás, pues todos encuentran a Infante criminal, menos él. Dígale Vd, que nadie lo amaba ni estimaba más que yo; pero que tampoco nadie era más feroz que él; que mil veces había dicho antes que su instinto único y universal era matar a los vivientes y destruir a lo inanimal; que si veía un perro, o un cordero, le daba un lanzazo, y si a una casa, la quemaba. Todo a mi presencia. Tenía una antipatía universal. No podía ver nada parado. A (Juan José) Rondón, que valía mil veces más que él, lo quiso matar mil veces. Con esto he dicho todo".
En este sentido, el juez Miguel Peña se abstuvo de firmar el fallo de pena muerte contra su coterráneo venezolano Leonardo Infante aunque fuera con salvamento de voto. Al salvar el voto Peña advirtió a la Alta Corte: "con esta seguridad y confianza paso a referir aquellos hechos principales, necesarios para hacer manifiesto y evidente que haberme negado a firmar, la que algunos ministros de la Alta Corte quieren llamar «sentencia» en la causa contra el coronel Infante, ha sido en estrecho cumplimiento de mis deberes, por no hacerme responsable de un asesinato judicial, por respetar la majestad a las leyes, por ser justo." No obstante, la sentencia fue finalmente aplicada.

## Muerte
El acusado estaba prisionero en capilla en las piezas altas del ala occidental del edificio del hospicio, entonces cuartel y futura escuela militar, y después de la confesión y últimos sacramentos, su mujer embarazada, heredó el dinero adeudado a su cónyuge. 
En la plaza mayor, soldados de la guarnición formaron un cuadro bajo el sonido de las campanas de la catedral y los tambores de la banda marcial. En el banquillo, poco antes de morir fusilado, solicitó permiso para pronunciar las últimas palabras; concedido, declaró que: «Infante muere, pero no por la muerte de Perdomo». Según un testigo presencial: «En seguida se sentó en el banquillo, y con ademán resuelto, dio la señal de fuego a los soldados, dejando caer el pañuelo que llevaba en la diestra. Permaneció rígido, sin caer por algunos instantes, aunque varias balas lo habían atravesado. Al ver esto, avanzó inmediatamente el pelotón de relevo y le dio el golpe de gracia». Fue ejecutado el 25 de marzo de 1825, abonando esta acción al proceso de separación de las tres grandes repúblicas que componían la antigua Gran Colombia.
Miguel Peña fue nombrado consejero de Páez y en esa calidad tuvo un papel clave en la separación de Venezuela y el proyecto de monarquía e imperio napoleónico que Antonio Leocadio Guzmán le propuso a Bolívar. Bolívar le escribió a Páez: “Usted sabe muy bien que Guzmán no ha ido a Lima sino a proponerme de parte de usted la destrucción de la República a imitación de Napoleón, como usted mismo lo dice en su carta, que tengo en mi poder, original. Con el coronel Ibarra y Urbaneja me ha mandado usted proponer una corona que yo he despreciado como merecía".

Una vez verificada la muerte según el protocolo, los tambores tocaron a marcha y acompañado por un capitán que servía como edecán suyo, el general Santander llegó montando un caballo de mando, cruzó la gran plaza y dirigió el siguiente discurso a la tropa: 
"¡Soldados de la república! Ved ese cadáver: las leyes han ejecutado este acto de justicia. Mientras el coronel Infante empleó su espada contra los enemigos de la república y sirvió con fidelidad y bizarría, el Gobierno le colmó de honores y recompensas; pero la ley descargó sobre él todo su vigor en el día en que, olvidando sus deberes, sacrificó alevosamente a un ciudadano, oficial también de la República. Este es el bien que ha conseguido Colombia después de sus gloriosos sacrificios; mi corazón está partido de dolor con la vista de semejante espectáculo y necesito toda la fuerza de mis principios para hablaros delante de este cadáver".
"¡Soldados! Estas armas que os ha confiado la república no son para que las empleéis contra el ciudadano pacífico ni para atropellar las leyes; son para que defendáis su independencia y libertad, para que protejáis a vuestros ciudadanos y sostengáis invulnerables las leyes que ha establecido la nación. Si os desviáis de esta senda contad con el castigo, cualesquiera que sean vuestros servicios".
En el barrio popular de San Victorino en Santa Fe de Bogotá donde Infante había establecido su residencia los habitantes pintaban letreros que decían "¡San Victorino libre!".
El juez Miguel Peña por esta actuación fue suspendido de su cargo por un año por el Senado. Abandonó Santa Fe de Bogotá, sin antes de amenazar venganza contra los neogranadinos, la cual cumplió aliándose con el General Páez y terminando con la Unión de la Gran Colombia.